# 1163
1163 (MCLXIII) je bilo navadno leto, ki se je po julijanskem koledarju začelo na torek.

## Dogodki

### Evropa
- 14. januar - Verjetno zastrupljen umre ogrski (proti)kralj Ladislav II.. Njegovi privrženci razglasijo za naslednika (protikralja) njegovega brata Štefana IV.. Ponovi se zgodba s trmo nadškofa Esztergoma Lukasa in Štefan IV. se še bolj nasloni na pomoč Bizantincev kot njegov predhodnik.
- 19. junij - Bitka pri Székesfehérvárju: odstavljeni kralj Štefan III. premaga (proti)kralja in strica Štefana IV., ki se umakne v Konstantinopel, kjer nadaljuje zdrahe za obnovitev svojega položaja.
- Rimsko-nemški cesar Friderik I. se po ureditvi razmer v Nemčiji vrne v Italijo (tretja italijanska odprava). Načrti, da bi zavzel normansko Kraljevino Sicilijo mu spodletijo, saj mu ne uspe zbrati dovolj financ in zaveznikov za tako velik projekt. Kljub neuspehu ostane v Italiji do naslednjega leta 1164 ↔
- Wales: voditelj protiangleškega upora Owain ap Gruffydd postane kralj valižanske žepne kraljevine Gwynedd. Je tudi prvi, ki začne uporabljati naziv 'Valižanski princ' (ang. Prince of Wales; val. Tywysog Cymru). Angleški kralj Henrik II. začne s ponovnimi pripravami na invazijo.
- Norveška: da bi preprečila nenehne vojne za nasledstvo norveška cerkev zaveže novega kralja Magnusa V. z zakonom o nasledstvu, ki določi natančna pravila o dedovanju.
- Koncil v Toursu: obsodba albižanov za krivoverce. Na koncilu sklenejo, da se lahko njihovo imetje zapleni. 1208 ↔

- Začne se gradnja pariške katedrale Notre Dame na temeljih stare, merovinške katedrale.
- Smrt almohadskega kalifa Abd Al-Mu'mina prekine priprave na obsežno invazijo proti Španiji. Umrlega kalifa nasledi sin Abu Jakub Jusuf.
- Križarska vojna proti Vendom: vsesplošen upor Obotritov pod vodstvom Pribislava začasno ustavi napredovanje Dancev in Saksoncev. 1164 ↔

### Bližnji vzhod
- 10. februar - Umre jeruzalemski kralj Baldvin III.. Nasledi ga mlajši brat Amalrik I., ki prisluhne političnim jastrebom o nujnosti napada na fatimidski Egipt.
- Sirski vladar Nur ad-Din v znak spoštovanja do umrlega kralja začasno prekine z vojaškimi dejavnostmi proti križarskim državam, hkrati pa tudi on preusmeri pozornost na Egipt.↓
- → Puč v Egiptu: za regentstvo se bori še drug vezir po imenu Dirgham, ki mu uspe pregnati Nur ad-Dinovega nameščenca Šhavarja.
- → Situacijo najprej izkoristi jeruzalemski kralj Amalrik I., ki na hitro organizira invazijo na Egipt pod pretvezo, da bi izterjal zapadli tribut, vendar ga Dirgham prežene z odprtjem zapornic in tako poplavi delto Nila. 1164 ↔
- Bitka pri al-Buqaiji: hud poraz Nur ad-Dina, ki je preizkusil moč križarjev. Zmaga je šla predvsem na račun prispelih francoskih romarjev, hkrati pa je nevarno dvignila samozavest križarjev.

## Rojstva
- Hodžo Jošitoki, japonski regent šogunata († 1224)
- Knut VI., danski kralj († 1202)
- Kulin, bosanski ban († 1204)
- Otokar IV., štajerski vojvoda († 1192)
- As-Salih Ismail al-Malik, sirski vladar, sin Nur ad-Dina († 1181)

## Smrti
- 14. januar - Ladislav II., ogrski protikralj (* 1131)
- 10. februar - Baldvin III., jeruzalemski kralj (* 1130)
- Abd Al-Mu'min, almohadski kalif (* 1094)
- Dahui Zonggao, kitajski zen budistični mojster (* 1089)
- Konstanca Antiohijska, kneginja in regentinja Antiohije (* 1127)